# Edenkoben

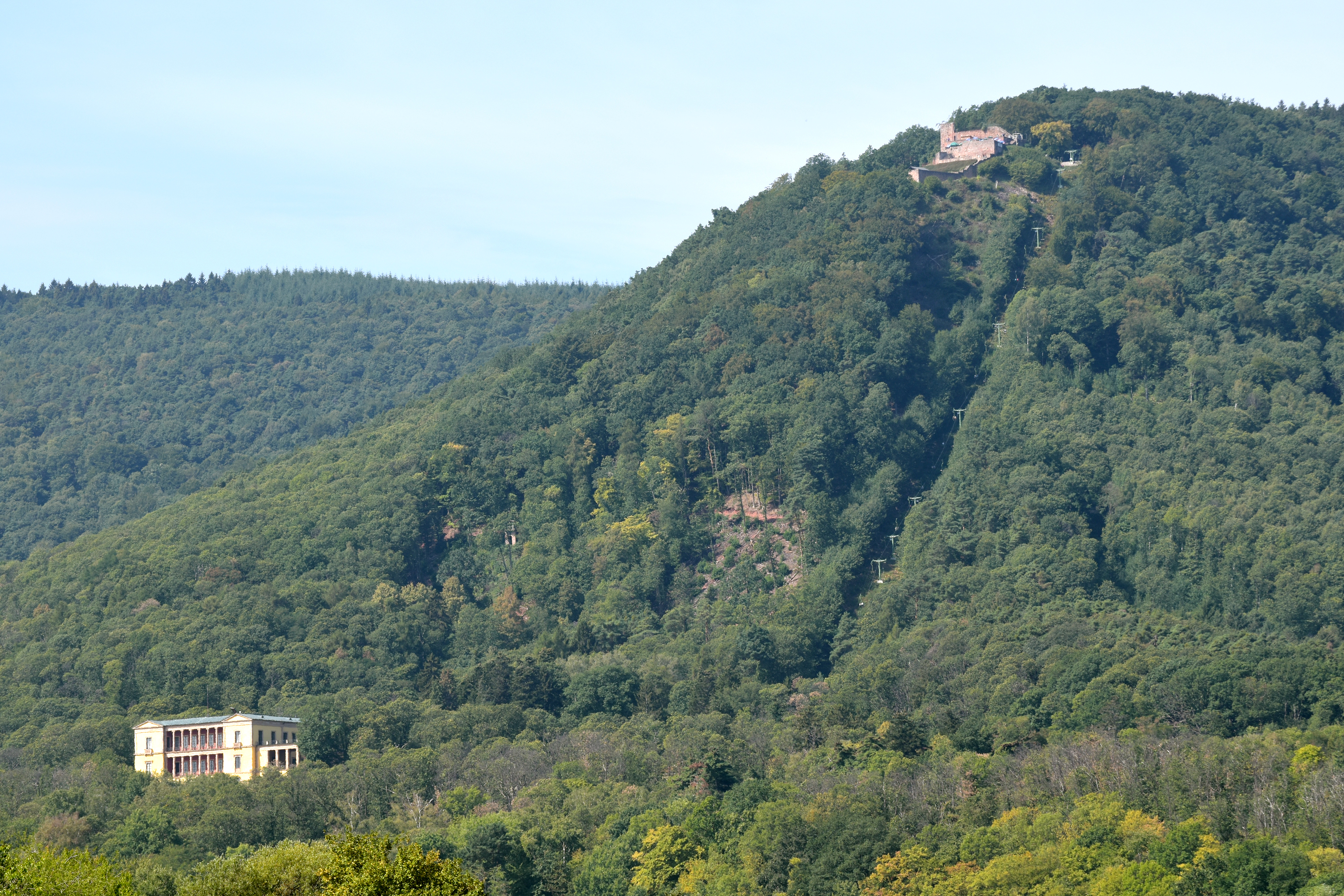
Rietburg với tuyến cáp Rietburgbahn

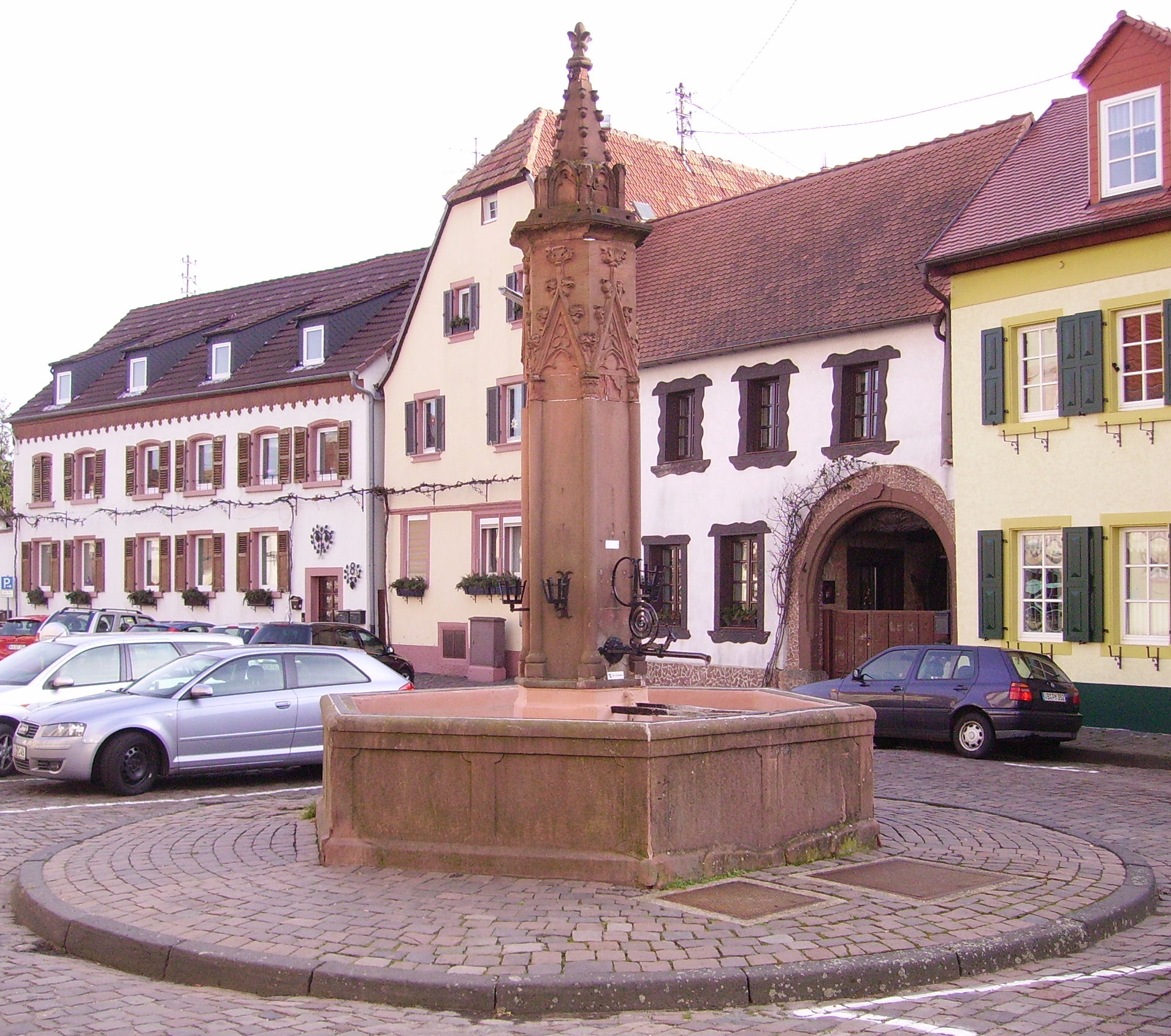
Bồn nước chợ chính

Edenkoben là một đô thị thuộc huyện Südliche Weinstraße, bang Rheinland-Pfalz, Đức. Đô thị này có diện tích 17,9 km², dân số thời điểm 31 tháng 12 năm 2006 là 6699 người. Đô thị này có cự ly khoảng nửa đường giữa Landau và Neustadt an der Weinstraße. Edenkoben nằm dọc theo con đường rượu vang Đức. Edenkoben là thủ phủ của Verbandsgemeinde ("cộng đồng đô thị") Edenkoben.